# فيروسات شبيهة-I3
فيروسات شبيهة-I3 (بالإنجليزية: I3-like viruses)‏ هو جنس فيروسات من فصيلة الفيروسات العضلية ضمن رتبة الفيروسات الذنبية.